# فلیپو کوستا
فلیپو کوستا (انگلیسی: Filippo Costa؛ زادهٔ ۲۱ مهٔ ۱۹۹۵) بازیکن فوتبال اهل ایتالیا است.
از باشگاه‌هایی که در آن بازی کرده‌است می‌توان به باشگاه فوتبال ای‌اف‌سی بورنموث، باشگاه فوتبال پیزا، و باشگاه فوتبال کیه‌وو ورونا اشاره کرد.
وی همچنین در تیم‌های ملی فوتبال زیر ۱۶ سال ایتالیا، زیر ۱۷ سال ایتالیا، زیر ۱۸ سال ایتالیا، زیر ۱۹ سال ایتالیا، و زیر ۲۰ سال ایتالیا بازی کرده‌است.